# Carcellia pilosa
Carcellia pilosa är en tvåvingeart som beskrevs av Baranov 1931. Carcellia pilosa ingår i släktet Carcellia och familjen parasitflugor. Inga underarter finns listade i Catalogue of Life.